# Grădinari (okręg Aluta)
Grădinari – wieś w Rumunii, w okręgu Aluta, w gminie Grădinari. W 2011 roku liczyła 420 mieszkańców.